# Rodrigo (obispo de Sigüenza)
Rodrigo (Berdejo, ?-?, 1221) fue un eclesiástico aragonés, obispo de Sigüenza desde 1192 hasta su muerte.
Prior del cabildo seguntino al menos desde 1189, en 1192 sucedió en el obispado a su tío Martín de Hinojosa cuando este hizo renuncia del mismo para volver al monasterio de Santa María de Huerta.
Se halló presente en la batalla de Alarcos de 1195, donde en algunas crónicas figura erróneamente como fallecido, y en las expediciones contra los sarracenos de los años posteriores, que Rodrigo costeó hipotecando sus heredades de Pelegrina y Romanones.
En 1197 fundó el primer hospital de Sigüenza. Impulsó la construcción de la catedral de la villa, consiguiendo de Celestino III un breve para facilitar el cobro de los diezmos eclesiásticos, y del rey y el metropolitano de Toledo, la redecimación en algunos lugares de su diócesis; instituyó la sacristanía y restableció la disciplina entre su cabildo en una concordia celebrada en presencia del arzobispo toledano Martín López de Pisuerga y del obispo conquense Julián, ambos de visita en Sigüenza. 
Más ruidoso fue el litigio mantenido con el clero del arcedianato de Medinaceli: estos habían sido excomulgados por el obispo debido a ciertos excesos en su conducta, pero reacios a acatar la autoridad episcopal, siguieron celebrando los oficios religiosos; tras la intervención del legado papal Gregorio, que reiteró la excomunión y puso entredicho en el territorio, la comunidad volvió a la obediencia del obispo. 
Intervino en el pleito que el obispo de Segovia Gonzalo de Miguel mantuvo con su cabildo por reformar sus costumbres licenciosas y en el que Melendo de Osma tenía con los premonstratenses del monasterio de Santa María de La Vid sobre los derechos de las iglesias de Villanueva y Revilla. 
También participó personalmente en la cruzada que su pariente Rodrigo Jiménez de Rada organizó contra los almohades, tomando parte en la batalla de Las Navas de Tolosa de 1212, donde también participaron el obispo de Palencia, Tello Téllez de Meneses, Melendo, obispo de Osma y Pedro, obispo de Ávila, en el entierro de Alfonso VIII dos años después, en el concilio de Letrán de 1215 o en la fundación del convento de monjas cistercienses de Pinilla de Jadraque en 1218. Fue también el responsable de la confección del cartulario de la catedral de Sigüenza.
Se desconoce la fecha y el lugar exactos de su muerte, así como la ubicación de su sepultura.
| Predecesor: Martín de Hinojosa | Obispo de Sigüenza 1192 - 1221 | Sucesor: Lope |